# Podara
Podara é uma vila no distrito de Haora, no estado indiano de Bengala Ocidental.

## Demografia
Segundo o censo de 2001, Podara tinha uma população de 16 806 habitantes. Os indivíduos do sexo masculino constituem 53% da população e os do sexo feminino 47%. Podara tem uma taxa de literacia de 78%, superior à média nacional de 59,5%: a literacia no sexo masculino é de 81% e no sexo feminino é de 73%. Em Podara, 11% da população está abaixo dos 6 anos de idade.